# Uninhibited
Uninhibited é uma fragrância feminina da Parfums Stern, e é o primeiro perfume endorsado por Cher. Foi lançada em 1 de Novembro de 1987, nove dias antes do lançamento do seu décimo nono álbum de estúdio Cher.
A tradução da tagline em português seria: Engarrafada, mas não contida.